# Modrolotka żółtoczapkowa
Modrolotka żółtoczapkowa (Cyanoramphus auriceps) – gatunek średniej wielkości ptaka z rodziny papug wschodnich (Psittaculidae). Jest gatunkiem endemicznym Nowej Zelandii. Jest bliski zagrożenia wyginięciem.

## Systematyka
Jest to gatunek monotypowy. Za jej podgatunki uznawano modrolotkę szmaragdową (C. forbesi) i modrolotkę małą (C. malherbi), klasyfikowane obecnie jako osobne gatunki.

## Zasięg występowania
Występuje na Wyspie Północnej i Południowej, Wyspie Stewart, Wyspach Auckland oraz na kilku wysepkach u wybrzeży dwóch głównych wysp Nowej Zelandii.

## Morfologia
Długość ciała: około 23–25 cm. Masa ciała: około 95 g. Brak dymorfizmu płciowego w upierzeniu, ale samce są większe od samic, mają też dłuższe dzioby.

## Ekologia i zachowanie
Występuje do wysokości 1250 m n.p.m. w bujnych, pierwotnych lasach górskich z drzewami z rodzajów bukan i zastrzalin. Rzadko widywana w lasach wtórnych, a w lasach, z których pozyskuje się drewno, nie występuje.
Sezon lęgowy trwa zwykle od października do grudnia, ale lęgi zdarzają się przez cały rok. W zniesieniu 5–10 jaj o wymiarach 23 × 19 mm.
Żywi się pędami, pąkami, jagodami, kwiatami i nasionami, a także gąsienicami i czerwcami.

## Status, zagrożenia i ochrona
Międzynarodowa Unia Ochrony Przyrody (IUCN) uznaje modrolotkę żółtoczapkową za gatunek bliski zagrożenia (NT – near threatened) od 2000 roku, kiedy to dokonano taksonomicznego podziału gatunku. Liczebność populacji szacuje się na 10–30 tysięcy dorosłych osobników. Trend liczebności populacji uznaje się za spadkowy. Wcześniejsze spadki liczebności przypisuje się wylesianiu, modyfikacji siedlisk i drapieżnictwu introdukowanych drapieżnych ssaków, zwłaszcza kotów, gronostajów i szczurów drapieżnictwo gatunków introdukowanych, choć – w przeciwieństwie do podobnej modrolotki czerwonoczelnej (z którą czasem się krzyżuje, zwłaszcza na Wyspie Auckland) – nie wyginęła z dwóch głównych wysp Nowej Zelandii. Modrolotka żółtoczapkowa została wpisana do Załącznika II konwencji waszyngtońskiej.